# UART

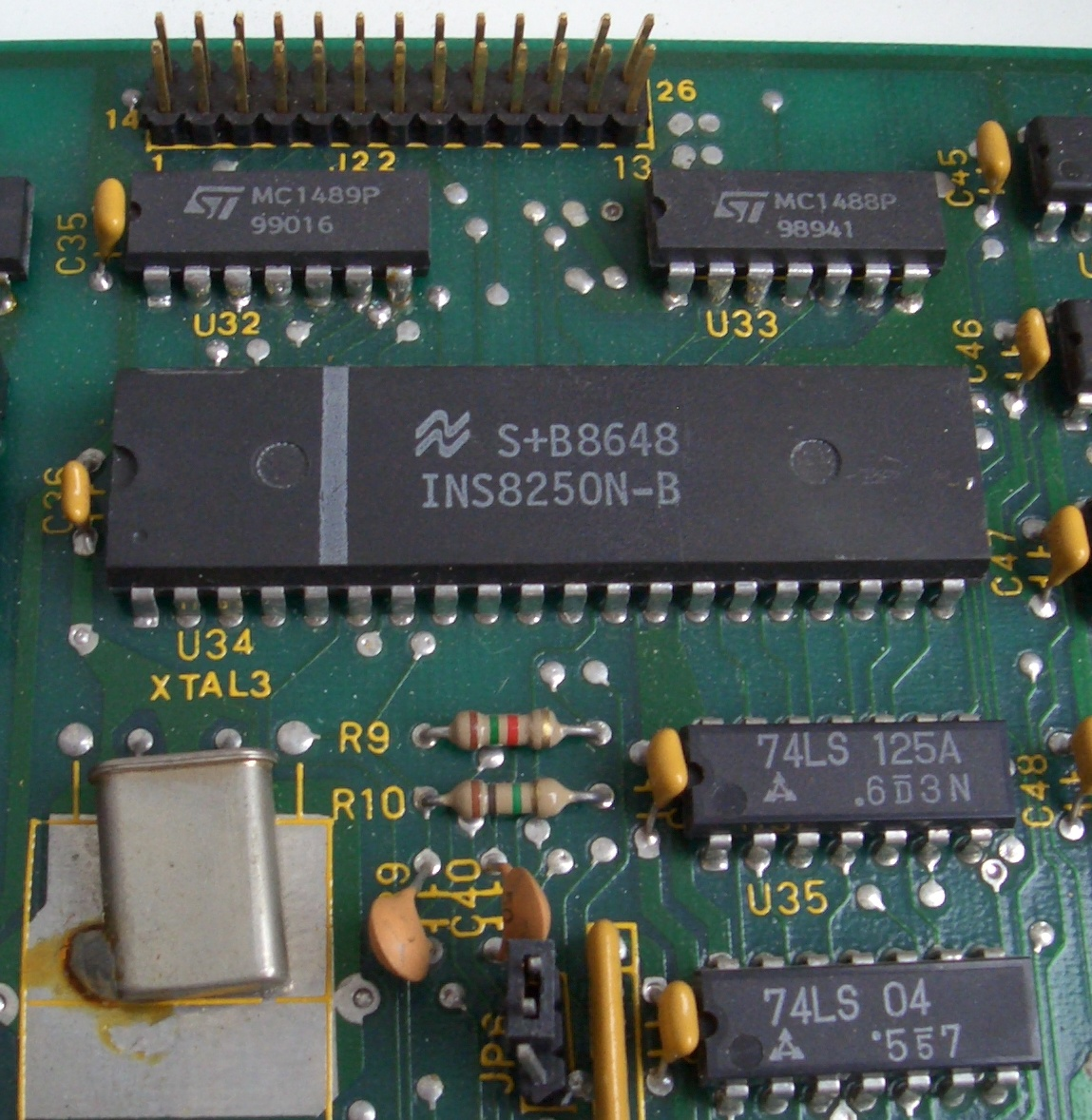
Un xip UART 8250 en una placa de circuit imprès.

Un transmissor/receptor asíncron universal (generalment abreujat com UART en anglès) és un tipus de «receptor/transmissor asíncron», una peça de maquinari que tradueix dades entre formes paral·leles i serials. UARTs s'utilitzen comunament en conjunció amb altres estàndards de comunicació com EIA RS-232.
Un UART és generalment un (o part d'un) circuit integrat utilitzat per a comunicacions sèrie a través del port sèrie d'un ordinador o perifèric. UARTs són ara comunament inclosos en microcontroladors. Un UART dual, o DUART, combina dos UARTS en un únic xip. Molts circuits moderns ara venen amb un UART que es pot també comunicar-se sincrònicament; aquests dispositius són anomenats USARTs (transmissor/receptor síncron/asíncron universal).